# IQFoil
El iQFoil es una clase de embarcación a vela, de la modalidad de windsurf, que será clase olímpica a partir de los Juegos Olímpicos de París 2024, cuando sustituirá a la clase RS:X.